# 盐溪县
盐溪县，中国古县名。
唐朝贞观二年（628年），析薛城县置，治所在今四川省理县北。属维州。永徽元年（650年），并入定廉县。 